# 松本孝美
松本 孝美（まつもと たかみ、1965年7月14日 - ）は、大阪府大阪市出身のモデル。ソニー・ミュージックアーティスツ所属。
身長171cm、B81-W60-H89。血液型はA型。

## 来歴・人物
1988年大阪樟蔭女子大学被服学科（染色、特に和更紗を学んだ）卒業。趣味・特技はピラティス、ガーデニング、料理、書道、ラッピング
1986年、4028人の中からANAの沖縄キャンペーンガール（水着キャンペーンガール）に選ばれた。1987年、コカ・コーラのTVコマーシャルに出演し、幸福感あふれるさわやかな笑顔で好感度が高く、人気を集めた。松本がラストカットに出たのは1987年春からである。その笑顔の印象の強さから、昭和天皇崩御にともなう「様々な自粛」の中でCMの内容面からの長期の自粛となったことは、当時多くの人の知るところとなった。大阪を離れるのがいやで、仕事のたびに上京していた。以後、数々のCMに出て、「CM女王」の名をほしいままにした。
2011年、「Smile! Japan スマイルジャパン 東日本大震災 女性誌連合プロジェクト」に参加して、オークションにコサージュを出品した。

## 出演

### CM
- 全日本空輸「沖縄キャンペーン」（「情熱の、夏マドンナ」）1986年
- 日本コカ・コーラ「コカ・コーラ」1987年。ナイトライフ篇は1988年8月
- 小林コーセー「スポーツビューティー」1988年
- JCB「JCB CARD」（「JCBカードで東京ディズニーランド連れてってくれる？」「JCBが、カードです。」）1988年
- TOYOTA「カリーナ」1988年
- ソニー「スーパーVHSビデオデッキ マッハ656」（Vダンス、Sダンス）1989年
- 荒川長太郎合名会社（現・アラクス）「ノーシンホワイト」（わたしはすぐにナオリタガール）1989年
- 資生堂「サンジェニック」1993年
- 花王
  - 「ビオレU」1994年
  - 「ソフィーナ ホワイトニング」2011年 ※ 羽田美智子と共演
- シャープ「Sアワッシュ」1994年
- アサヒビール「ファーストレディ」1997年
- 資生堂「プラウディア」1997年
- 大王製紙
- 日産自動車
  - 「プレーリージョイ」
  - 「セフィーロ」
- 東急不動産
- ハウス食品
  - 「北海道シチュー」2000年
  - 「パンdeグラタン」2001年
- 三菱東京FG（MTFG）
- WELLA「トリートメントカラー」※ 白髪染めではなくヘアケア製品である。
- エバラ食品工業「キレイサラダ」
- pedx
- 日本メナード化粧品「イルネージュ」
- 東京ディズニーランド
- キリン「トロピカーナ」[6]
- サントリー ウエルネス「リフタージュ」

### テレビドラマ
- Tokyo23区の女 第26回「八王子市の女」（1996年、フジテレビ）
- じんべえ（1998年、フジテレビ）
- 天国に一番近い男（1999年、TBS系）天現寺るり役

### 漫画
- 爆笑戦士! SDガンダム

### その他テレビ番組
- ベリグ!（朝日放送・関西ローカルの情報番組 2001年～2002年）
- プレシャス&コンシャス（BS朝日）司会者として（2005年4月7日～2007年9月30日）
- 「ナイトinナイト」水曜日 笑瓶+オセロのV.I.ぴ～（朝日放送・関西ローカルのバラエティ番組）
- 世界・ふしぎ発見!（TBS）リポーター
- すてきな生活（ベネッセチャンネル スカパーch248）[7]
- @カルチャ（BS-i）
- WOWOW MAP（WOWOW）ナビゲーター
- スイッチ・オン（2004年、TBS系）
- ボクらの時代（フジテレビ 2020年）野宮真貴、渡辺満里奈とともに

## 執筆・連載
- 『手製のものに囲まれた安心感』（『わたしとおかあさん』 毎日新聞社大阪本社学芸部編 青幻舎 2004 所収）
- 「Takamiの見物」（雑誌『Safari』日之出出版社）
- 「松本孝美の Go ! chanto days」
- 「日々是こころは休日」（雑誌『Precious』小学館）2005年4月号～2006年6月号
  - 「暮らしにひとつ、私のお気に入り」（Web Precious）2005年10月号～[8]
- 「松本孝美の今日もお出かけ、着物日和」（雑誌『Precious』小学館）2007年2月号～
- 「松本孝美のファッション・プラン」（雑誌『MyAge』集英社）
- 「孝美暮らし」（雑誌『HERS』光文社）
- 「気ままに、Clipping daily!」（雑誌『Lucere!』ベネッセ）
- 「『大人の女子会』にようこそ」（『週刊文春WOMAN』文藝春秋）

### インターネット
- 「松本孝美さんの「Natural Cafe」 - かんでんロハスくらぶ「ナチュラルびとになろう。」[9]

## 書籍
- 松本孝美著『おしゃれなセーターシーン』 雄鶏社1998年ISBN 978-4277113311
- 松本孝美著『暮らし彩る「大人のままごと」』 光文社 2020年ISBN 978-4334951733

## 表紙モデル
- 雑誌『Lucere!』（ルチェーレ）（ベネッセ）（2007年10月号～2008年6月号）

## インタビュー
- 『決定版!!テレビCM大百科―50年間のテレビCMがすべてわかる!!』 (エンターブレイン・ムック) 2001年ISBN 978-4757705982 - スペシャルインタビュー

## CDジャケット
- IN THE BEAT OF A HEART 伊集加代子 1990年8月21日 VIDL-22 - 上記JCB「JCB CARD」テレビコマーシャルタイアップ曲